# Premio Lagrange
Il Premio Lagrange-Fondazione CRT è un premio internazionale annuale creato dalla Fondazione CRT con il coordinamento scientifico della Fondazione ISI. 
Il Premio è dedicato, come si evince dal nome, allo scienziato e matematico Joseph-Louis Lagrange ed è considerato il più importante premio nella scienza dei sistemi complessi e del suo impatto sociale a livello mondiale.

## Struttura
Assegnato annualmente dal 2008 come elemento cruciale del Progetto Lagrange, il premio attiva e riunisce comunità di ricerca rilevanti, celebrando importanti successi nel campo e viene assegnato ad un/una ricercatore/ricercatrice selezionato/a per i suoi risultati nella ricerca sui sistemi complessi, includendo ricerche teoriche e sperimentali.
In particolare, il premio riconosce contributi eccezionali rilevanti per il progresso della scienza della complessità. 
Tra i nomi dei premiati ci sono figure di spicco della scienza, tra cui deii premi Nobel. 
Il vincitore del Premio Lagrange-Fondazione CRT è scelto dalla Commissione Scientifica in collaborazione con la Fondazione ISI. Il premio consiste in €50,000 e la cerimonia di premiazione si svolge a Torino.

## Lista dei vincitori
| Anno | Premiati               | Nazionalità | Motivazione |
| ---- | ---------------------- | ----------- | ----------- |
| 2008 | W. Brian Arthur        | Stati Uniti |             |
| 2008 | Yacov G. Sinai         | Stati Uniti |             |
| 2009 | Giorgio Parisi         | Italia      | [ 2 ]       |
| 2010 | James J. Collins       | Stati Uniti | [ 2 ]       |
| 2011 | Albert-László Barabási | Ungheria    | [ 2 ]       |
| 2012 | Xavier Gabaix          | Francia     | [ 2 ]       |
| 2012 | Lada Adamic            | Stati Uniti | [ 2 ]       |
| 2013 | Duncan J. Watts        | Australia   | [ 2 ]       |
| 2014 | Mark Neumann           | Regno Unito | [ 2 ]       |
| 2015 | Panos Ipeirotis        | Grecia      | [ 2 ]       |
| 2015 | Jure Leskovec          | Slovenia    | [ 2 ]       |
| 2016 | John Brownstein        | Canada      | [ 2 ]       |
| 2017 | Danielle S. Bassett    | Stati Uniti | [ 2 ]       |
| 2018 | César Hidalgo          | Cile        | [ 2 ]       |
| 2019 | David Gruber           | Stati Uniti | [ 2 ]       |
| 2019 | Iain Couzin            | Regno Unito | [ 2 ]       |
| 2023 | Tina Eliassi - Rad     | Stati Uniti | [ 2 ]       |
| 2024 | Marta G. González      | Stati Uniti |             |

## Premio Speciale per la Diffusione e la Promozione della Cultura della Complessità
- 2013 Riccardo Luna
- 2009 Mark Buchanan
- 2008 Philip Ball

## Il Premio

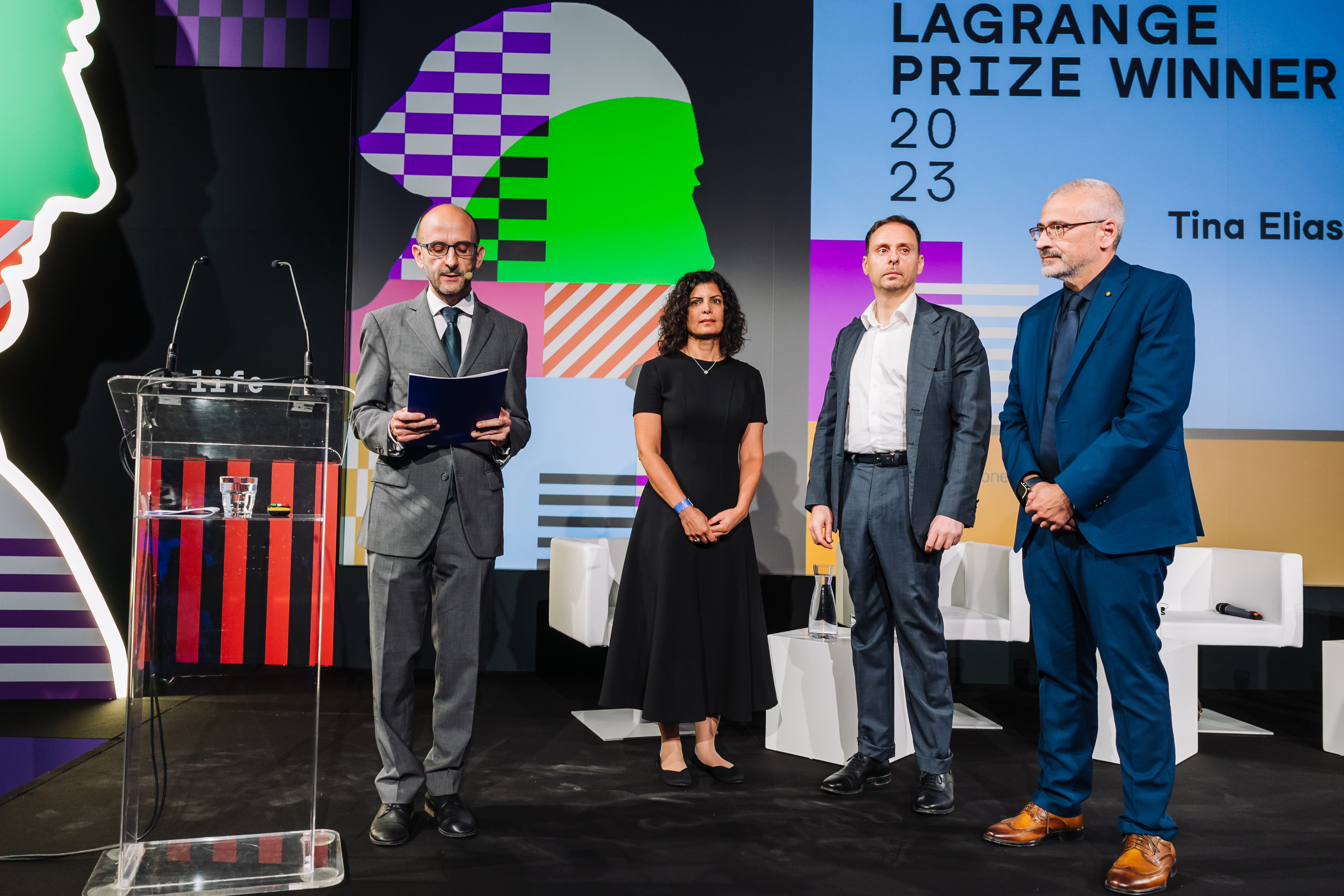
Tina Eliassi- Rad receiving the Lagrange Prize in Turin, Italy, 2023.

Il vincitore del Premio Lagrange-Fondazione CRT è scelto dalla Commissione Scientifica in collaborazione con la Fondazione ISI. Il premio ammonta a €50.000. La cerimonia di premiazione si tiene a Torino.